# Dypsis cabadae
Espèce
Synonymes
- Chrysalidocarpus cabadae H. E. Moore[2]
- Chrysalidocarpus cabadae H.E.Moore[1]

Dypsis cabadae est une espèce de palmiers de taille moyenne (8 - 10 m de hauteur) à croissance rapide avec un feuillage plumeux et arqué, endémique de Madagascar.